# ステューフナ川
ステューフナ川（ステューフナがわ、ウクライナ語: Стугна）はウクライナのドニプロ高地を流れる、ドニエプル川右岸の支流である。長さ68km、流域面積785k㎡。川幅は平均10mほどだが、渓谷は2.5kmに及ぶところがある。流域の市にはヴァスィリキーウ、オブーヒウがある。

## 伝承
川の名前に関して、以下のような伝承がある。
皮なめしのニキータ（ルーシの昔話の中の英雄）が巨大なズメイを犂につないで耕作させた。耕作の義務を果たして、ドニエプル川にたどり着いたズメイは衰弱しており、狂ったように水を飲み始めた。しかし渇きを満たした後、唸りながら死んでしまった。スメイの耕作の結果出来上がった溝はドニエプル川支流の大蛇の長城となり、川にはステューフナという名が付いた（ウクライナ語のстогнатиは唸るという意味である）。
また別の話では、大蛇の長城で、ステップの遊牧民からルーシの国境を守るために負傷した戦士のうめき声から名づけられたという。

## 歴史
ウラジーミル1世の時代から、ステューフナ川はローシ川の次の、キエフ南部をステップの遊牧民の攻撃から守る防衛線の役割を果たしていた。川岸はステューフナ防衛線として有名な要塞であり、ヴァシリエフ、トゥマシ、トリポリエなどの街があった。『原初年代記』には、988年に、ウラジーミル1世がペチェネグ族からキエフを防衛するために、ステューフナ川、スーラ川等の川に沿って街を建設したことが記されている。また、1093年5月26日に、右岸で行われた戦いによって、ステューフナ川の名は広く知れられるところとなっている。この戦いはルーシ諸公の連合軍とポロヴェツ族の軍が激突し、ルーシ諸公の敗北で終わった。
また、トリピーッリャ火力発電所の建設によって、ステューフナ川はクラースナ川と合流した。しかし後にステューフナ川用の新しい河口が掘られた。これによって、シリナ川が50-60m増大し、航行、水遊び、釣りなどに適した環境となっている。